# Djaghataï (khan)
Djaghataï ou Tchaghataï ou Chagatai (en mongol : ᠴᠠᠭᠠᠲᠠᠢ VPMC : Čaγatai ; Цагадай, translittération : Tsagadai, « le blanc »), né le 22 décembre 1183 et mort le 1er juillet 1242, est l'un des fils de Gengis Khan. Il est connu pour sa maîtrise du yassa auquel il obéit scrupuleusement et est une figure clé de la stabilité de l'Empire mongol après la mort de son père et durant le règne d'Ögedeï.
Djaghataï occupe des postes de commandement militaire aux côtés de ses frères lors de la conquête mongole de la dynastie Jin en 1211 et de l'invasion de l'empire khwarezmien en 1219. Au cours de cette dernière, il est nommé à un rôle clé dans l'organisation de la logistique en plus des responsabilités sur le champ de bataille, mais est censuré après une querelle avec Djötchi pendant le siège de Gurganj. Après la campagne, Djaghataï reçoit de vastes étendues de terres conquises en Asie centrale, qu'il dirige jusqu'à sa mort. Il s'est disputé avec des fonctionnaires civils tels que Mahmud Yalavach (en) sur des questions de juridiction et a conseillé Ögedei sur des questions de gouvernance. Djaghataï meurt peu de temps après Ögedei en 1242 ; ses descendants gouvernent ses territoires sous le nom de khanat de Djaghataï.

## Biographie

### Jeunesse et personnalité
La mère de Djaghataï, Börte, est née dans la tribu Onggirat, qui vit le long de la chaîne de montagnes du Grand Khingan au sud de la rivière Argoun, dans l'actuelle Mongolie intérieure. Elle épouse un chef mongol nommé Temüjin et donne naissance à  plusieurs enfants. La véritable paternité du premier enfant, Djötchi, n'a jamais été connue, bien que Temüjin ait accepté sa légitimité. Djaghataï naît à la fin de 1183 ou 1184, et est ainsi le premier fils clairement légitime de Temüjin,,,,.
En 1206, après avoir uni les tribus de Mongolie, Temüjin tient une grande assemblée appelée qurultay où il est acclamé comme « Gengis Khan ». Il commence à réorganiser sa nouvelle nation, la divisant entre les membres de sa dynastie régnante. Djaghataï s'est vu attribuer des territoires près de l'Altaï, où la tribu Naiman est soumise. Il reçoit 4 000 ou 8 000 sujets, issus des tribus Jalayir, Barlas, Suldus, Sonit et Dughlat,,. Les deux épouses principales de Djaghataï sont les femmes Onggirat Yesülün et Tögen, les filles du cousin de Börte, Qata ; Yesülün est sa préférée et la mère de son fils préféré Mutukan,. Ses autres fils nommés sont Mochi Yaba, le fils d'un des serviteurs[Qui ?] de Yesülün et donc peu considéré par son père, ainsi que Balgashi, Sarban, Yissu Mangu et Baidar, dont les mères sont inconnues.
Djaghataï est réputé pour sa maîtrise des lois et des coutumes traditionnelles mongoles (yassa), en particulier lorsqu'il s'agit de suivre la volonté du khan. Selon certaines sources, Gengis Khan lui aurait confié, ainsi qu'à son frère adoptif Shigi Qutuqu, l'administration du yassa,. Les chroniqueurs médiévaux tels que Juzjani ont noté sa rigueur dans l'interprétation de la loi et la dureté de son tempérament,.

### Campagnes militaires
Aux côtés de ses frères Djötchi et Ögedei, Djaghataï commande l'aile droite lors de l'invasion de la Chine des Jin en 1211. Les Mongols marchent vers le sud depuis le quartier général de campagne de Gengis Khan dans l'actuelle Mongolie intérieure en novembre 1211 : ils attaquent d'abord les villes de la région entre Hohhot et Datong, puis suivent les monts Taihang jusqu'au Shanxi, qu'ils pillent à l'automne 1213, capturant les pâturages des réserves de cavalerie[Quoi ?] de leurs ennemis,,,. Lors de l'invasion de l'Empire khwarezmien en 1219, Djaghataï est chargé de construire des ponts et d'entretenir les routes pour accélérer l'avancée mongole et maintenir les lignes de communication ouvertes, fonction dans laquelle il est aidé par son serviteur Zhang Rong (1158-1230),.
Lui et Ögedei prennent en charge le siège de la ville d'Otrar, dont le gouverneur Inalchuq provoque l'invasion, tandis que leur père et leurs frères continuent leur route. Ses habitants se battent pendant cinq mois, mais sont affaiblis par la défection d'un général de premier plan, qui est exécuté par Ögedei et Djaghataï en raison de sa déloyauté. La ville finit par tomber en février 1220 ; Inalchuq résista encore un mois dans la citadelle avant d'être lui-même capturé,. En représailles des actions d'Inalchuq, les Mongols tuent et réduisent en esclavage toute la population d'Otrar, tout en pillant et en détruisant leur ville,. Djaghataï et Ögedei amènent Inalchuq à leur père lors du siège de Samarcande, où il est exécuté publiquement,.
Djaghataï et Ögedei sont ensuite envoyés pour rejoindre Djötchi lors du siège de Gurganj, la capitale de l'Empire khwarezmien. Le siège est long, d'une durée de quatre à sept mois, et exceptionnellement féroce : les défenseurs khwarezmiens provocateurs forcèrent l'armée mongole à s'engager dans une guerre urbaine acharnée, maison par maison, avec une grande partie de la ville détruite soit par la combustion de naphta, soit par les inondations dues à l'effondrement des barrages. Après la chute de la ville en avril 1221, ses habitants sont tués ou réduits en esclavage,,,. Le récit habituel du siège raconte que Djötchi et Djaghataï se sont disputés sur la meilleure façon de mener à bien sa progression, car Djötchi présumait que la riche cité deviendrait une partie de son domaine et souhaitait l'endommager le moins possible. Djaghataï, en revanche, n’avait pas de tels scrupules. Lorsque Gengis entendit parler de ces luttes intestines, il ordonna qu'Ögedei soit promu au commandement de ses frères,,,. L'historien Christopher Atwood soutient cependant que le récit des conflits fraternels est une invention ultérieure conçue pour renforcer le droit d'Ögedei à diriger l'empire et que Djötchi a en réalité conservé la primauté tout au long du siège.
Djaghataï retourne aux côtés de son père lors du siège de Taliqan, tombé à l'été 1221,. À son insu, son fils préféré Mutukan est mort lors du siège de Bâmiyân, dont la population est massacrée par les Mongols à la demande de la veuve de Mutukan. Gengis, irrité par l'échec de Djaghataï à capturer Gurganj sans pertes mongoles importantes, décide de donner à son fils une leçon de maîtrise de soi. Il convoque Djaghataï dans sa tente et l'accuse de ne pas suivre les ordres ; Djaghataï répond qu'il préfère être exécuté plutôt que de désobéir. Gengis lui révèle alors la mort de Mutukan et ordonne à Djaghataï de ne pas pleurer – ce dernier réussit à se contrôler jusqu'à pouvoir pleurer en privé,. Il est plus tard présent lors de la défaite du prince khwarezmien Jalal ad-Din à la bataille de l'Indus en novembre 1221 et commande l'arrière-garde lors de la dernière campagne de son père contre l'État des Xia occidentaux.

### Question de succession

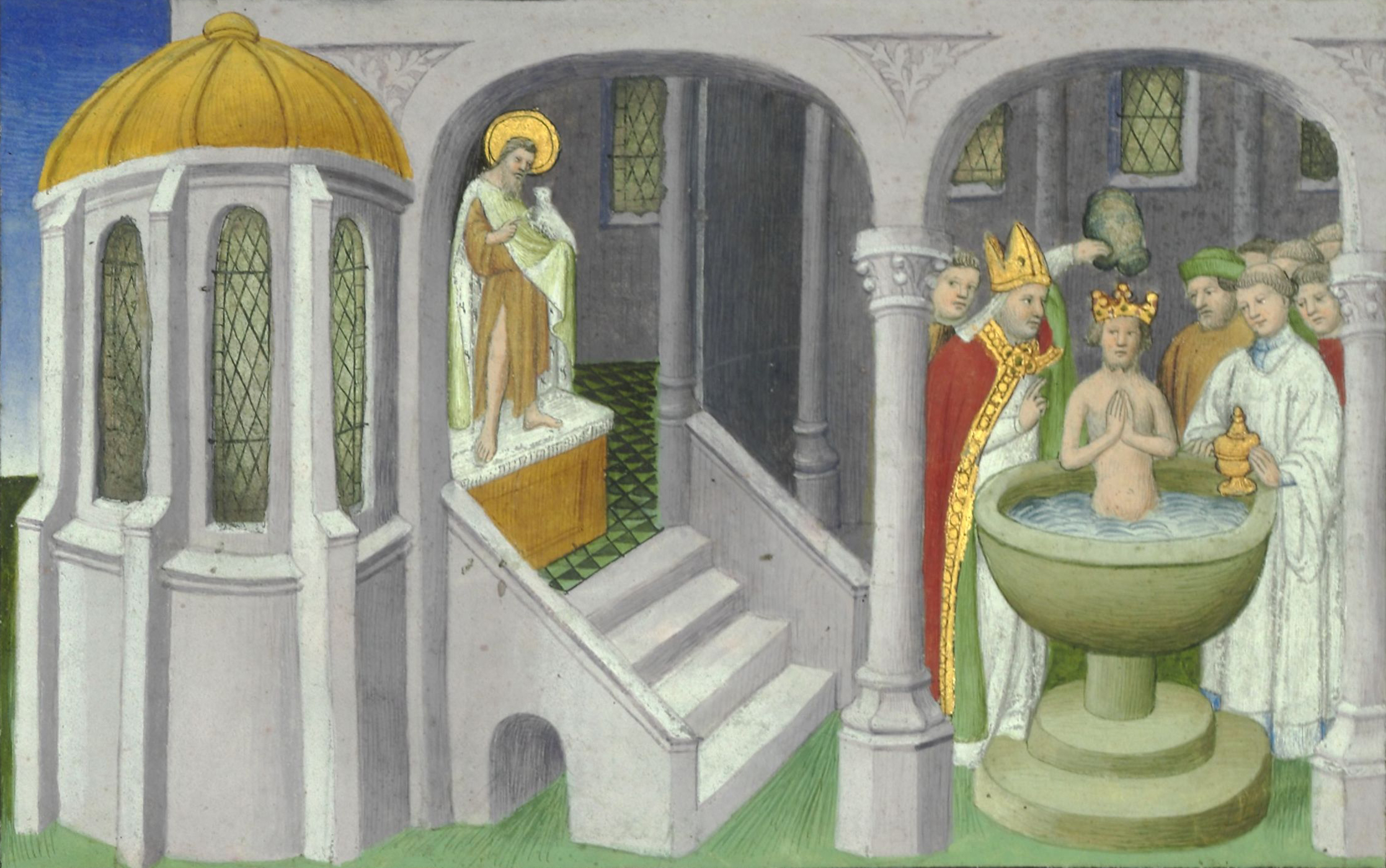
Miniature du début du XVe siècle, extraite de la section de Marco Polo du manuscrit du Livre des merveilles. Elle représente Djaghataï en train d'être baptisé dans le christianisme ; il n'existe cependant aucune preuve qu'il ait jamais été chrétien.

Les tribus de la steppe mongole n'ont pas de système de succession fixe et ont plutôt tendance à élire un successeur lors d'un kurultai après la mort d'un dirigeant ; il est important de noter que le kurultai n'était pas obligé de suivre les souhaits du dirigeant précédent,. Bien que certains Mongols aient soutenu que les traits de caractère de Djaghataï feraient de lui un excellent successeur de son père, Gengis pense qu'il est trop strict et borné, et d'une inflexibilité qui ne convient pas à un dirigeant,,. Gengis est également préoccupé par l'aversion intense de Djaghataï pour Djötchi, que Djaghataï considère comme illégitime : lors d'une réunion de famille, il aurait traité son frère de « bâtard de Merkit » et aurait commencé à se battre avec lui devant leur père. Pour ces raisons, Gengis exclut Djaghataï de la succession au trône. Djötchi est également éliminé en raison de sa prétendue illégitimité, bien que Gengis lui-même ne s'en soucie pas. Leur frère cadet Ögedei est finalement désigné comme héritier,,.
Après la mort de Gengis Khan en 1227, Djaghataï joue un rôle dans la stabilisation de l'empire avant l'accession d'Ögedei en 1229. Tolui, qui assume la régence et qui est également candidat à la succession, envisage de prendre le pouvoir lui-même. Mais Djaghataï qui, après la mort de Djötchi en 1225, détient l'autorité du fils aîné de Gengis, ainsi que beaucoup d'autres, reste inébranlablement fidèle à la volonté de Gengis, et empêche toute usurpation du pouvoir. Djaghataï préside la cérémonie de couronnement aux côtés de Tolui et de leur oncle Temüge et reste un fervent partisan d'Ögedei tout au long de son règne,,,. En retour, Ögedei demande souvent conseil à son frère aîné et envoie son fils aîné Güyük pour servir comme l'un des gardes de Djaghataï. Djaghataï réprimande néanmoins Ögedei pour sa consommation excessive d'alcool et lui fait accepter de limiter le nombre de verres d'alcool qu'il boit ; Ögedei réussit à contourner cette restriction en se faisant faire un très grand verre,.

### Dirigeant en Asie centrale

Carte du Khanat de Djaghataï à la fin des années 1200, s'étendant des villes de Boukhara et de Samarcande en Transoxiane jusqu'à la région d'Almaliq au Xinjiang.

Après la fin de la campagne khwarazmienne, Djaghataï reçoit un vaste territoire en Asie centrale, s'étendant des anciens territoires ouïghours près d'Almaliq, qui devient sa capitale et ses pâturages d'été, jusqu'au fleuve Amou-Daria en Transoxiane, qui lui sert de pâturages d'hiver,. Ces territoires, englobant approximativement l'Ouzbékistan moderne, le Tadjikistan, le Kirghizistan, le sud du Kazakhstan et certaines parties du Xinjiang en Chine, précédemment gouvernés par l'État de Qara Khitai, contiennent un mélange de populations nomades et sédentaires. Les Chagataïdes et leurs descendants restent largement nomades dans la tradition mongole et sont souvent en désaccord avec les gouverneurs des colonies de Transoxiane, qui ne sont pas des représentants des Chagatayides mais du dirigeant de l'empire,,.
La tension s’est rapidement développée entre un fonctionnaire nommé Mahmud Yalavach (en) et Djaghataï. En 1238, la population de Boukhara, dirigée par un fabricant de tamis, se révolta contre les exigences fiscales. La rébellion attire un large soutien et réussit à expulser la garnison mongole. Djaghataï n'intervient pas et laisse la charge à Ögedei, dont les armées répriment rapidement le soulèvement ; la population fait face à un massacre total mais est épargnée après que Mahmud a soutenu que seule une partie est impliquée. Il est probable que Djaghataï ait exploité la situation au détriment de Mahmud, bien que les détails précis soient inconnus,,.
Peu de temps après, Djaghataï transfère le contrôle de certaines terres sous la juridiction de Mahmud à l'un de ses propres partisans. Mahmud se plaint à Ögedei, qui demande des explications à son frère. Après excuses, Ögedei trouve une solution qui satisfait les deux partis. Il autorise le transfert initial de Djaghataï, en déplaçant Mahmud à un poste important dans le nord de la Chine et en promouvant le fils de Mahmud pour gouverner à sa place avec les mêmes pouvoirs que son père,,. Djaghataï s'est également disputé avec Körgüz, le gouverneur de son frère dans la région de Khorasan.

### Mort et postérité

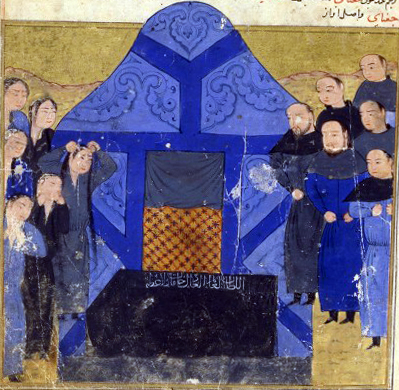
Représentation des funérailles de Djaghataï, d'après un manuscrit du XVe siècle du Jami'al-tawarikh.

Après la mort d'Ögedei des suites de l'alcoolisme en décembre 1241, Djaghataï est de facto le faiseur de roi. L'épouse préférée d'Ögedei, Möge, prend d'abord le contrôle, mais Töregene, la mère de son héritier présomptif Güyük, cherche également à devenir régente ; elle persuade Djaghataï qu'elle est apte et, avec son soutien, obtient le poste,,. Djaghataï meurt en 1242 ; il est remplacé comme prince gengiside aîné par le fils de Djötchi, Batu. Yesülün accuse l'un des intendants de Djaghataï, un Ouïghour du nord de la Chine nommé Vajir, de l'avoir empoisonné et le fait exécuter. Djaghataï est remplacé en Asie centrale par Kara Hülegü, le fils de Mutukan, mais son oncle ivrogne Yesü-Möngke usurpe le pouvoir entre 1246 et 1250, provoquant des faiblesses à long terme dans les territoires qui deviennent connus sous le nom de khanat de Djaghataï,.
Bien que la loyauté de Djaghataï envers les coutumes nomades l'ait conduit à ne construire que des bassins pour les oiseaux aquatiques, des entrepôts et de petits villages sur ses territoires, il est un dirigeant compétent qui recrute à la fois des experts instruits à l'étranger et des fonctionnaires ouïghours locaux pour l'aider à administrer son royaume,. Parce que Djaghataï est un strict défenseur de la loi traditionnelle mongole, qui interdit divers éléments de la charia islamique, tels que le dhabiha, le wodzü ou le salat, il est réputé être anti-musulman,,. Minhaj-i Siraj Juzjani affirme qu’il exhorte Ögedei à tuer tous les musulmans de l’empire. Des historiens modernes comme Michael Hope et Peter Jackson suggèrent que cela est probablement loin d'être la vérité : ils pointent du doigt la présence à la cour de Djaghataï d’un certain nombre de puissants fonctionnaires et nobles musulmans, sur lesquels il compte et qu'il n'aurait probablement pas eu l'intention de s’aliéner inutilement. Il est plus probable que la théorie selon laquelle il aurait interdit la pratique de tout système juridique non mongol à sa cour soit plus plausible,. Néanmoins, sa réputation anti-islamique et pro-Yasa a fortement influencé ses descendants, qui sont beaucoup plus lents à se convertir à l'islam que leurs homologues des autres khanats mongols, de la Horde d'or et de l'Ilkhanat,.

## Famille
Djaghataï a deux épouses principales ainsi que d'autres épouses et concubines :

### Épouses
1. Yesülün Khatun - fille de Qata Noyan de Khongirads (cousin de Börte)
  - Mutukan, mort lors du siège de Bâmiyân;
  - Belgeshi (né vers 1209; mort peu après son frère Mutukan, v.1222);
  - Yesü Möngke, khan en 1246
2. Tögen Khatun – Sœur de Yesülün Khatun
3. Sevinch Khatun – Fille de Buraq Hajib
4. Ebuskun - attesté uniquement dans Tarikh-i-Rashidi de Mirza Muhammad Haidar Dughlat, probablement identique à Yesülün

### Enfants par concubines
- Mochi Yebe - fils aîné, peu apprécié par Djaghataï, gendre de Batu Khan, contrôlait le territoire sur la rive gauche du Dniepr
- Sarban
- Baidar (mn) - un commandant de l'invasion mongole de l'Europe
- Baïju

Ses descendants sont les Djaghataïdes, dont ses trois fils les plus notables, Mutukan, Yissu Mangu et Baidar (mn).